# فداء الزمر
فداء أحمد غازي الزمر كاتبة سيناريو وروائية أردنية. حصلت على بكالوريوس العلوم في التحليل البيولوجي وعلوم الحياة من الجامعة الأردنية.
الزمر كاتبة أدب أطفال. وتعكس منشوراتها اهتماماتها في مجال العلوم والبيئة، وتستهدف قصص أطفالها هذه المجالات ذات الأهمية نفسها.

## أعمالها
- قصة «أنين الأقصى» (وطنية: تعرض قضية مسجد الأقصى)
- قصة «أحبكم فلا تفقدوني» (علمية بيئية عن ترشيد وأهمية الماء والمحافظة عليه)
- قصة «أحلام الطفولة» (حقوق الطفل) حائزة على جائزة الإيسيسكو لعام 2005)
- قصة «كوكبنا الجميل» (التغير المناخي وأسباب التلوث)
- سلسلة «غندور ومرجانة» (السلوكيات اجتماعية) 12 قصة
- سلسلة «سكر» (علمية عن الحواس في الإنسان) 6 قصص
- قصة «حكاية زيتونة» (القصة الفائزة ببرنامج أوراق الأدبي في محطة BBC) لندن
- قصة «حكاية مقدسية» (وطنية تتحدث عن البلدة القديمة في القدس)
- قصة «جدو مناور» (علمية بيئية تتناول ظاهرة التصحر)
- سلسلة «بشورة الحشورة» (علمية عن السلامة العامة للطفل)
- قصة «شمس وشموسة» (علمية عن توفير الطاقة والطاقة البديلة الرفيقة بالبيئة)
- قصة «هدية العيد» (علمية بيئية)
- قصة «كوكبنا الجميل» (علمية بيئية)
- سلسلة «سر نجاحي» (سلوكية اجتماعية) 6 قصص
- قصة «هكذا تحركت سناء» (احتياجات خاصة)
- سلسلة «عسولة صديقة البيئة» (علمية بيئية) 6 قصص
- كتاب قصص «أحُب بيئتي» مشاركة بثلاث قصص عن البيئة مع كتاب أطفال آخرين